# Ханси Кирш
Ханс Јурген Кирш (Мербуш, 10. август 1966) такође познат и као Ханси Кирш је немачки певач, текстописац, продуцент и бивши басиста, најпознатији као један од оснивача и фронтмен немачке пауер метал групе Блајнд гардијан. Један је од оснивача бенда и њен је главни певач од његовог оснивања 1984. имао је улогу басисте бенда до 1996.
Он је такође и главни певач Demons and Wizards, бенда основаног раме уз раме са гитаристом Ајсед Ерта, Џоном Шафером. Поред тога је наступао и као чести гост са другим бендовима, међу којима су Ангра, Едгај, Ајсед Ерт и Терион. Такође игра и једног од честих ликова Аерионових албума 01011001 и The Source.

## Стил
Главна карактеристика Киршовог стваралаштва представља, његово преклапање гласова на студијским верзијама, што доводи до стварања хармонијског ефекта и атмосфере хорског певања.
Хансијеви текстови се баве разним темама које су традиционално доминантне у пауер метал жанру, укључујући средњовековну фантазију, епску фантастику (Џ. Р. Р. Толкин као свакако најдоминантнији извор инспирације), религијско/митолошке приче и легенде, како из свог сопственог, тако и из књижевног света. Хансију као главни извор инспирације за стихове песама представљају епови и епска фантастика, поред већ поменутог Толкина, главна инспирација су му и писци као што су Мајкл Муркок и Стивен Кинг.
Иако је данас најпознатији по свом чистом и продорном гласу и начину певања, његове раније технике су укључивале доста грубље начине певања и врискове. Кирш се може чути како користи агресивније технике певања на његовом гостовању са немачком групом Heaven Shall Burn и њиховој обради Блајнд гардијанове песме, "Valhalla".